# Cantó de Sumèna

El cantó de Sumèna és un cantó francès del departament del Gard, a la regió d'Occitània. Està inclòs al districte de Le Vigan, té 7 municipis i el cap cantonal és Sumèna.

## Municipis
- Ròcadun
- Sent Breçon
- Sent Julian de la Nau
- Sent Laurenç del Minièr
- Sent Marçau
- Sent Roman de Codièira
- Sumèna